# 比永河畔圣阿年
比永河畔圣阿年（法語：Saint-Agnin-sur-Bion，法語發音：[sɛ̃.t‿aɲɛ̃ syʁ bjɔ̃]）是法国伊泽尔省的一个市镇，位于该省西北部，属于维埃纳区。

## 地理
比永河畔圣阿年（45°32'26"N, 5°14'39"E）面积9.7 平方千米，位于法国奥弗涅-罗讷-阿尔卑斯大区伊泽尔省，该省份为法国东南部内陆省份，北起顺时针与安省、萨瓦省、上阿尔卑斯省、德龙省、阿尔代什省、卢瓦尔省和罗讷省。
与比永河畔圣阿年接壤的市镇（或旧市镇、城区）包括：阿尔塔、克拉希耶、屈兰、莱塞帕尔、莫贝克、梅列、梅里约莱塞唐。

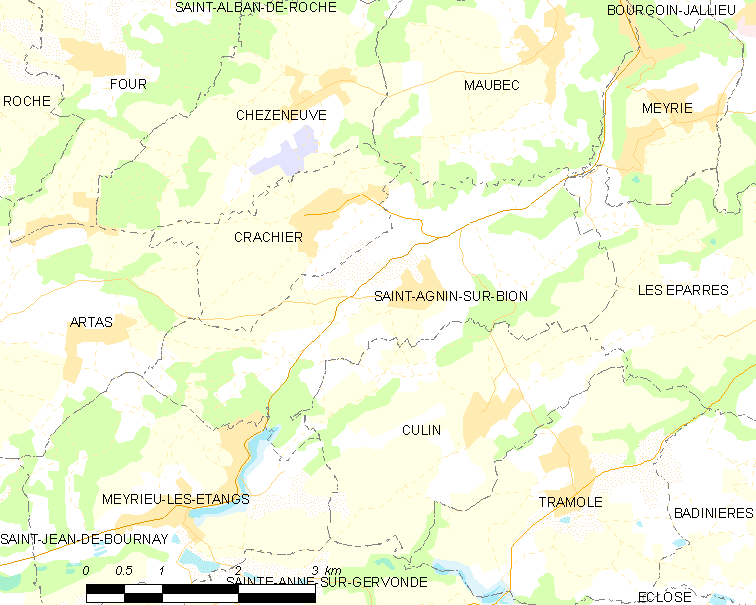
比永河畔圣阿年的OSM定位图

比永河畔圣阿年的时区为UTC+01:00、UTC+02:00（夏令时）。

## 行政
比永河畔圣阿年的邮政编码为38300，INSEE市镇编码为38351。

## 政治
比永河畔圣阿年所属的省级选区为利勒达博县。

## 人口

1962-2008年间比永河畔圣阿年人口变化图示

比永河畔圣阿年于2022年1月1日时的人口数量为1161人。